# Rockall
Rockall es un pequeño peñón rocoso o islote ubicado en el océano Atlántico Norte a más de 300 kilómetros del territorio más cercano. Pertenece a Escocia (Reino Unido) desde 1955, a las Hébridas Exteriores, aunque la soberanía británica sobre el islote es cuestionada por Irlanda, Islandia y Dinamarca, quienes lo reclaman para sí. Con una anchura de unos 27 m y una altura de unos 23 m, este pequeño islote —actualmente tiene un área emergida de 570 m²— suele ser cubierto por las grandes olas provocadas por las tormentas, especialmente en invierno. Sus coordenadas son: 57°35′48″N 13°41′19″O / 57.59667, -13.68861.

## Geología
La roca está compuesta por un granito peralcalino, relativamente rico en minerales raros, que se formó en el Eoceno. La pequeña intrusión de granito, hoy muy erosionada, se integra en el centro ígneo de Rockall, su roca caja son basaltos y gabros del Cretácico, y formó parte de la provincia ígnea del Atlántico Norte, formada a su vez durante la apenas del Atlántico al separarse las placas norteamericana y euroasiática.

## Historia

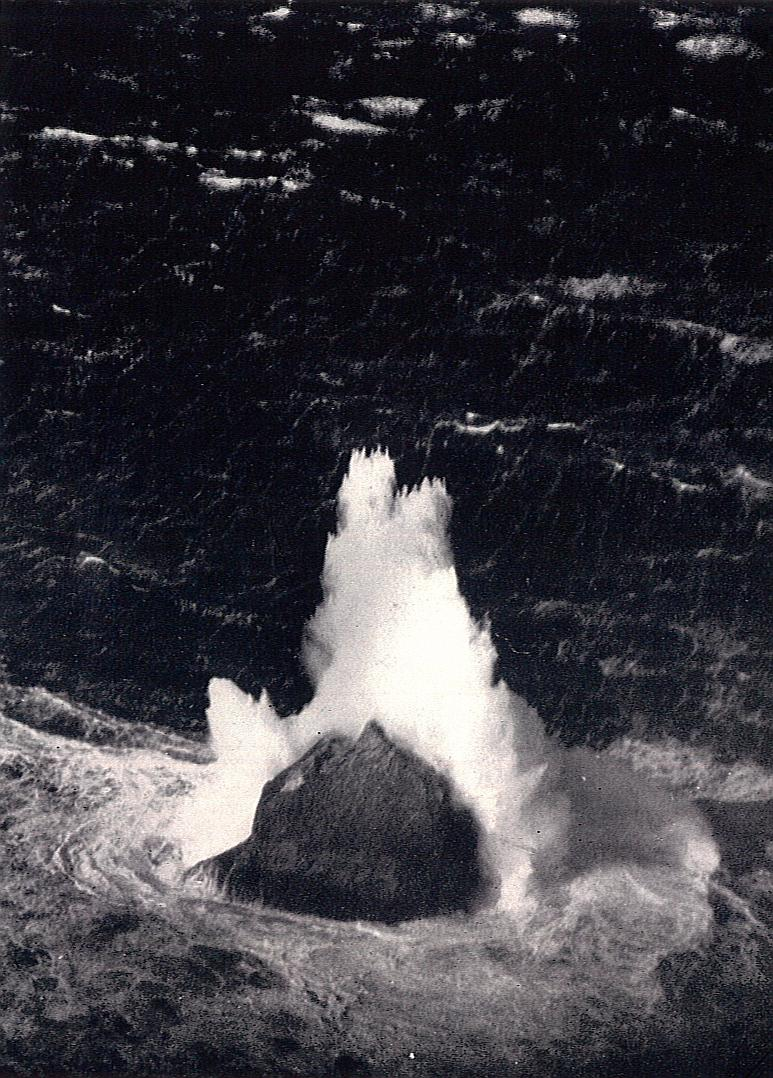
Olas chocando contra la roca durante el invierno (11 de marzo de 1943), durante la Segunda Guerra Mundial.

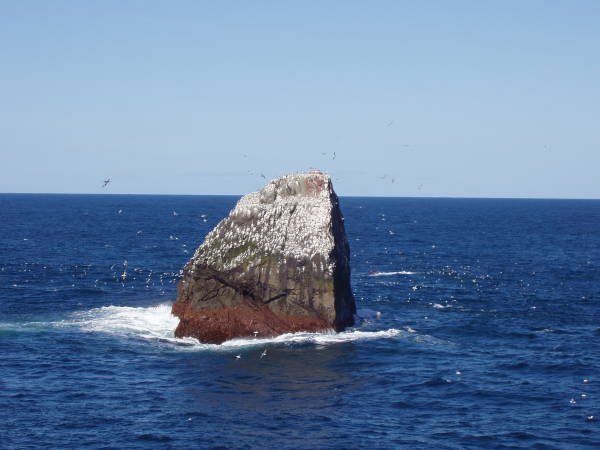
Otra vista del peñón Rockall.

La primera referencia apareció en un mapa holandés de 1655. Posteriormente, en 1810, el capitán británico Basil Hall realizó el descubrimiento “oficial” y volvió un año después con científicos, desembarcando y haciendo su primer estudio.

## Toponimia
Según las fuentes británicas el nombre de este estratégico islote deriva del gaélico escocés Sgeir (roca en el mar) y Rocail (rasgada), transcripto luego por los ingleses como "Roaring Rock" (en inglés: "Roca Rugiente"), quedando finalmente la palabra gaélica rocail transformada en Rockall.

## Importancia
Su importancia radica en que el Reino Unido, aunque el islote no posee una zona económica exclusiva, reivindica para sí el derecho sobre los recursos del lecho submarino alrededor del peñón. Sin embargo esa reivindicación choca con las peticiones sobre el mismo territorio por parte de Islandia, Islas Feroe (Dinamarca) e Irlanda. 
En 1997 la organización Greenpeace ocupó el islote en protesta por la exploración de yacimientos petrolíferos por parte de los británicos. Cambiaron su nombre a Waveland y proclamaron su independencia como un nuevo estado. El gobierno británico se limitó a autorizar su permanencia en la roca. El experimento duró hasta 1999, cuando colapsó por falta de fondos. Durante ese período llegó a ocuparse la roca durante 42 días seguidos, lo que constituye el récord de permanencia en el islote.
El 8 de febrero de 2000, el barco oceanográfico inglés R.R.S. Discovery registra una ola de 29,1 metros, la mayor ola medida hasta el momento. El hecho sucedió en las proximidades del islote de Rockall durante un temporal con vientos de fuerza 9 y olas de 18 metros de altura media. 
En septiembre de 2007 el estado británico dio a conocer su pretensión de extender la soberanía sobre el área marítima en torno a Rockall hasta 350 millas náuticas (563,3 km).